# Expedição 32
Expedição 32 foi uma missão de longa permanência na Estação Espacial Internacional, iniciada em 1 de julho de 2012, após a desacoplagem da nave Soyuz TMA-03M, levando de volta à Terra os integrantes da Expedição 31. Continuaram na ISS os astronautas e cosmonautas Gennady Padalka,  Joseph Acaba e Sergei Revin, em órbita desde 14 de maio, para lá transportados na Soyuz TMA-04M. 
A Expedição começou de maneira plena após a chegada dos outros três integrantes, lançados do Cosmódromo de Baikonur em 14 de julho, na Soyuz TMA-05M. e encerrou-se em 16 de setembro de 2012 com o desacoplamento da TMA-4 da ISS. O cosmonauta russo Padalka foi o comandante da Expedição.

## Tripulação
| Posição             | Primeira parte (Julho de 2012) | Segunda parte (Julho até setembro de 2012) |
| ------------------- | ------------------------------ | ------------------------------------------ |
| Comandante          | Gennady Padalka                | Gennady Padalka                            |
| Engenheiro de voo 1 | Joseph Acaba                   | Joseph Acaba                               |
| Engenheiro de voo 2 | Sergei Revin                   | Sergei Revin                               |
| Engenheira de voo 3 |                                | Sunita Williams                            |
| Engenheiro de voo 4 |                                | Yuri Malenchenko                           |
| Engenheiro de voo 5 |                                | Akihiko Hoshide                            |

## Missão
Em julho, pouco antes da chegada dos três outros astronautas da expedição na Soyuz TMA-05M, o comandante Padalka e o engenheiro de voo Revin participaram de um teste médico russo chamado SPRUT-2, que investiga a distribuição e o comportamento dos fluidos do corpo humano em gravidade zero.
Depois do lançamento no dia 15 de julho, a nave Soyuz acoplou-se com  o módulo Rassvet da ISS às 04:51 (UTC) de 17 de julho, seguindo-se a abertura das escotilhas entre a nave e o módulo, e a recepção de boas-vindas feitas pela tripulação da ISS aos novos integrantes da expedição.
A missão realizou duas caminhadas espaciais para manutenção externa da estrutura da estação. Foram realizadas mais de 240 experiências científicas, envolvendo os campos de física e biologia, desenvolvimento de novas tecnologias e observação da Terra, incluindo um experimento japonês, um habitat aquático para peixes em observação na microgravidade.
Depois de 123 dias, a Expedição 32 encerrou-se com a troca de comando e com a desacoplagem da Soyuz TMA-04 em 16 de setembro, levando de volta à Terra os astronautas Padalka, Acaba e Revin, pousando às 06:53 (hora de Moscou) do dia 17 de setembro, nas estepes do Casaquistão, a 80 km da cidade de Arkalyk.

## Galeria

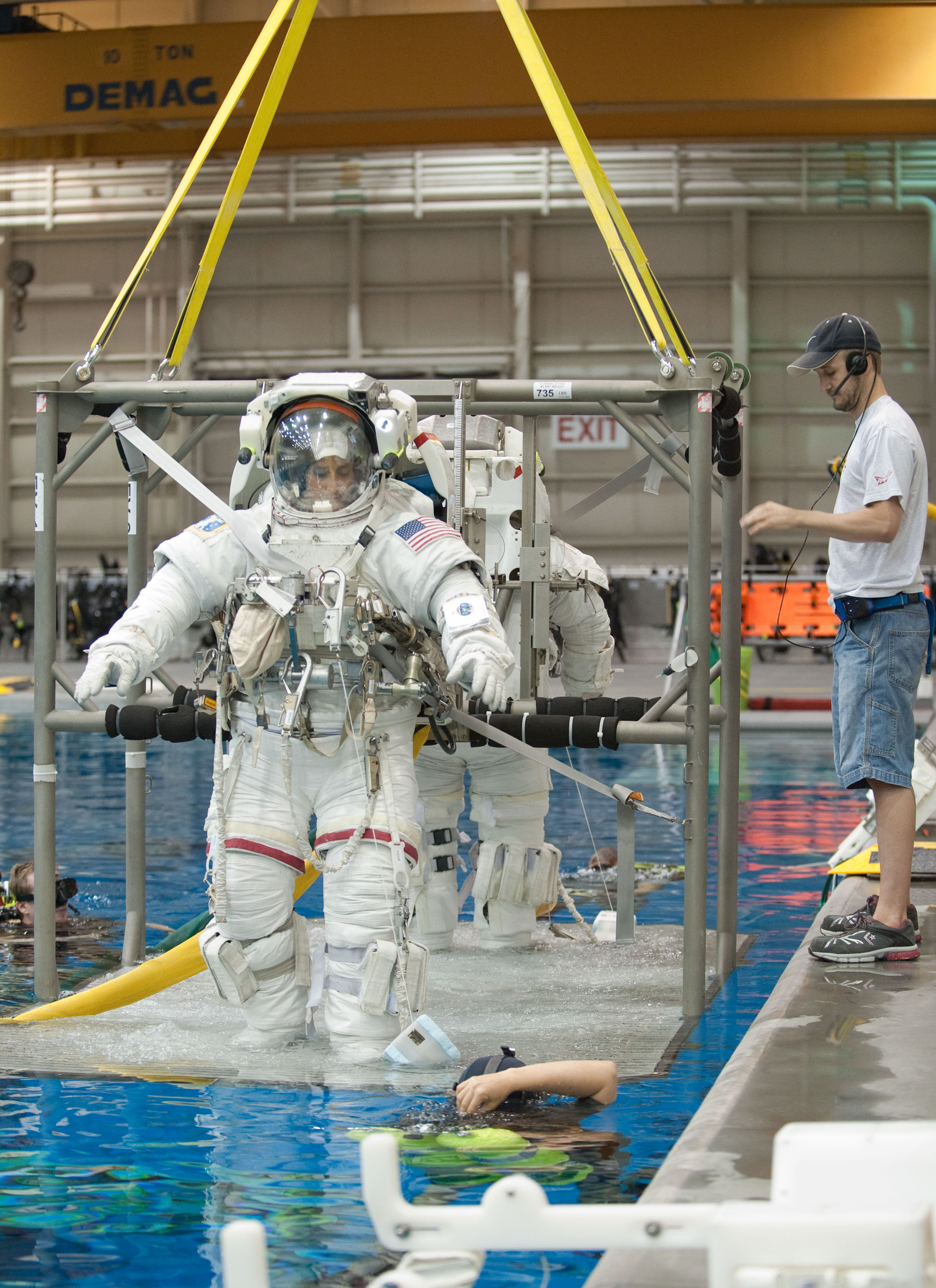
A astronauta Sunita Williams em treinamento de piscina com o traje espacial antes da missão.
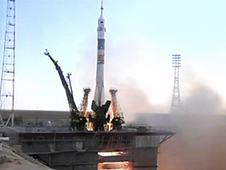
Lançamento da Soyuz TMA-05M levando Malenchenko, Williams e Hoshide, o restante da tripulação da Expedição.
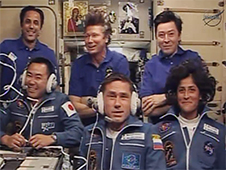
Os integrantes da Expedição no módulo Zvezda da ISS.
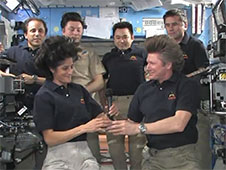
Troca de comando entre os integrantes da Expedição 32 e 33.
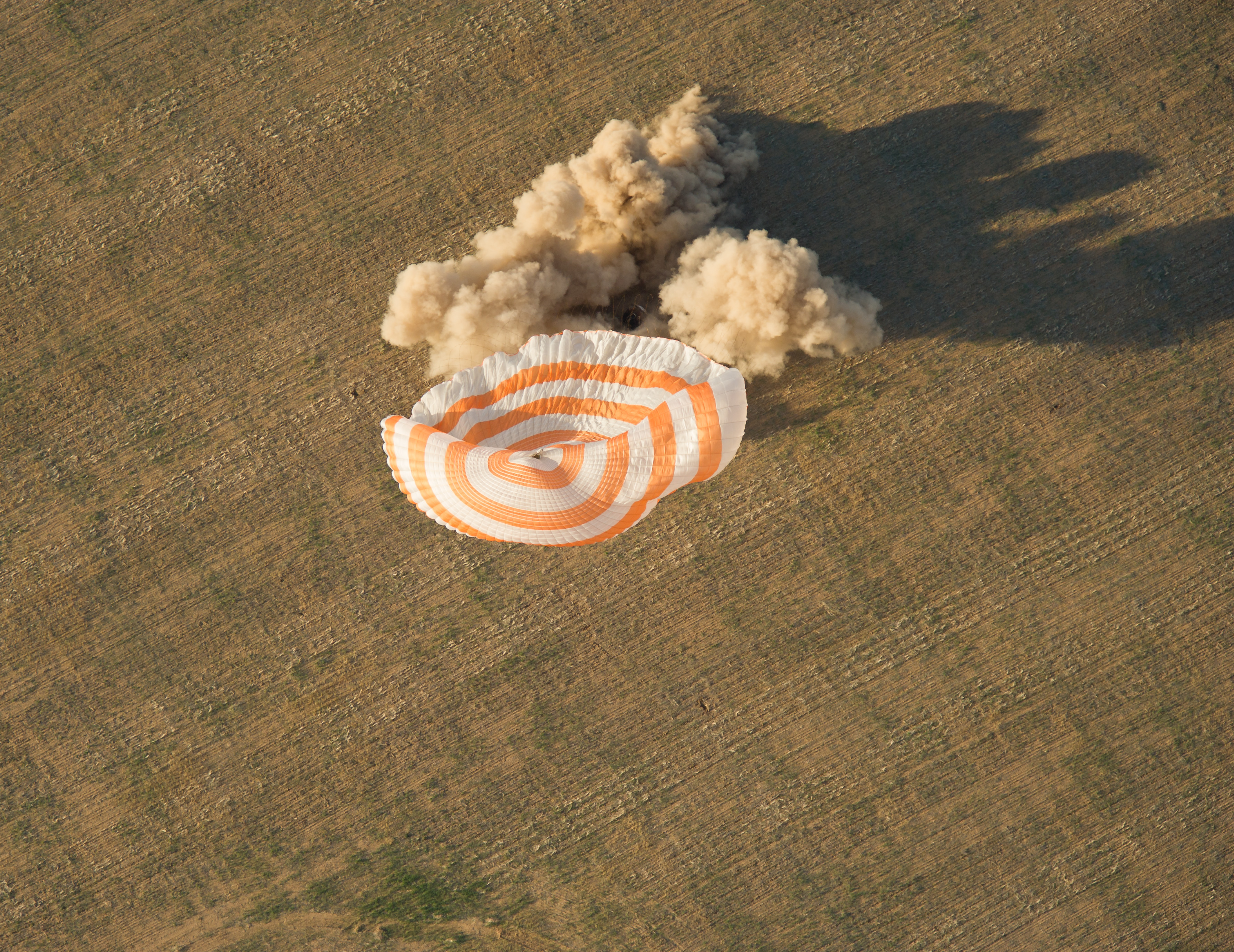
O momento da aterrissagem da TMA-04M em meio às estepes do Casaquistão.